# Szárliget
Szárliget es un pueblo húngaro perteneciente al distrito de Tatabánya, condado de Komárom-Esztergom.

## Superficie
Cuenta con una superficie de 14,56 km².

## Demografía
Hasta 2024 la población era de 2366 habitantes, con una densidad de población de 162,5 hab/km².
| Gráfica de evolución demográfica de Szárliget entre 2020 y 2024 |
|                                                                 |
| Datos según la Oficina Central de Estadística de Hungría.       |